# Skalníkovy sady (Karlovy Vary)
Skalníkovy sady v Karlových Varech vznikly v letech 1830–1831 a jsou nejstarším veřejným parkem města. Rozkládají se v centu lázeňské části ve svahu nad Mlýnskou kolonádou.

## Václav Vojtěch Skalník
Park vytvořil Václav Skalník (1776 Praha – 1861 Mariánské Lázně), český umělecký zahradník a botanik. Narodil se do rodiny uměleckých zahradníků. Studoval v Anglii, Francii a ve Vídni. Po návratu do Čech zvelebil mnoho parků a zahrad; proslavil se realizací krajinářského parku.

## Historie
Park u kolonády Nového pramene (Mlýnská kolonáda) a pavilonu Tereziina pramene (již zaniklý) vybudoval zahradník Václav Skalník v letech 1830–1831. Bylo zde tehdy vysazeno 100 alpinek a 210 růží, rostly zde čtyři druhy javorů, červené jírovce, ovocné stromy, šeřík a zimolez. Součástí parku bylo i jezírko s vodotryskem. Následná údržba místa byla svěřena uměleckému zahradníku Janu Hahmannovi, který se již staral o lesní promenády a květinovou výzdobu lázní. Koncem 19. století byla část Skalníkových sadů zabrána pro výstavbu nové kamenné Mlýnské kolonády (1871–1881).

## Popis
Nejstarší sady v Karlových Varech se nacházejí ve svahu nad Mlýnskou kolonádou a nabízejí pohled přes zbylou část Bernardovy skály na lázeňské centrum města s řekou Teplou.
O údržbu parku se stará organizace Správa lázeňských parků (ke dni 1. února 2023 sloučená s organizací Lázeňské lesy Karlovy Vary) pod novým názvem Lázeňské lesy a parky Karlovy Vary. 

### Stavby v parku
- Sloup vévody a vévodkyně z Cambridge, též nazývaný sloup Vévodů cambridgeských (či cambridžských) – je upomínkou na někdejší hosty Karlových Varů, vévodu Adolfa z Cambridge a vévodkyni Augustu Hesensko-Kaselskou. Vztyčen byl roku 1834 na vyzděné kruhové plošině na zbytku Bernardovy skály (tehdy Berhardfelsen). V pozlaceném rámu je věnovací nápis: „Gewidmet dem Herzog und der Herzogin von Cambridge MDCCCXXXIV“.[3][4]

### Sochařská výzdoba v parku
- Socha svatého Bernarda z Clairvaux – světec s křížem shlížející do údolí stojí při okraji parku na zbytku Bernardovy skály. Je jednou z mála barokních památek, která přežila povodně, požáry či přestavby města. Je od neznámého umělce z roku 1706.[2][4]
- Alegorie Září – měsíc září je zde znázorněn jako „dívka s ovocem“.
- Alegorie Leden – měsíc leden je znázorněn jako „chlapec ve lví kůži“.

## Naučná stezka lázeňskými parky
Parkem prochází naučná dendrologická stezka. 